# Леле Понс
Елеонора „Леле” Понс Маронесе (шп. Eleonora "Lele" Pons Maronese; Каракас, 25. јун 1996) америчка и венезуеланска је јутјуберка, глумица и певачица. Истакла се путем платформе Vine, где је била најпраћенија жена. Након тога је почела да снима видео-снимке за YouTube.
Године 2015. часопис Time је уврстио на списак 30 најутицајнијих тинејџера. 2016. години ТИМЕ је укључује на листу 30 најутицајнијих људи на Интернету.

## Биографија
Леле је рођена у Каракасу, Венецуела и преселила се у Сједињене Америче Државе у петој години живота. Одрастала је у Мајамију, Флорида. Завршила је средњу школу у Мајамију у 2015. години и преселила се у Лос Анђелес, Калифорнија. Њен отац, Луис Понс, је архитекта , а њена мајка Анна Маронесе је доктор. Матерњи језик јој је шпански језик и говори енглески и италијански језик.

## Каријера
Леле има свој канал на јутјубу, а појављује се и у ТВ емисији Врисак, имала је улогу и у другим програмима на ТВ-у.
Такође позвана је на многе модне ревије.
Леле је постла призната на Националној асоцијацији латиноамеричких независних продуцената Латино Медија.